# Glypta unita
Glypta unita är en stekelart som beskrevs av Dasch 1988. Glypta unita ingår i släktet Glypta och familjen brokparasitsteklar. Inga underarter finns listade i Catalogue of Life.